# Szczyt w Sprawie Migracji Valletta 2015
Szczyt w Sprawie Migracji (ang. Valletta Summit on Migration), zwany także Konferencją w Sprawie Migracji (ang. Valletta Conference on Migration) było to spotkanie, które odbyło się w Valletcie na Malcie w dniach 11–12 listopada 2015. Podczas tej konferencji przywódcy europejscy i afrykańscy omawiali europejski kryzys migracyjny. W wyniku szczytu Unia Europejska utworzyła nadzwyczajny fundusz powierniczy w celu promowania w Afryce rozwoju, aby pomóc krajom afrykańskim w czasie kryzysu.
Konferencja odbyła się w trzech miejscach w Valletcie. Ceremonia otwarcia miała miejsce w Auberge de Castille, podczas gdy Mediterranean Conference Centre było gospodarzem konferencji głównej. Fort Saint Elmo był wykorzystany jako centrum medialne. Szczyt był największym, jaki kiedykolwiek odbył się na Malcie, z udziałem około 4000 osób; miał miejsce kilka tygodni przed spotkaniem szefów rządów państw Wspólnoty Narodów, które odbyło się również na Malcie.

## Tło

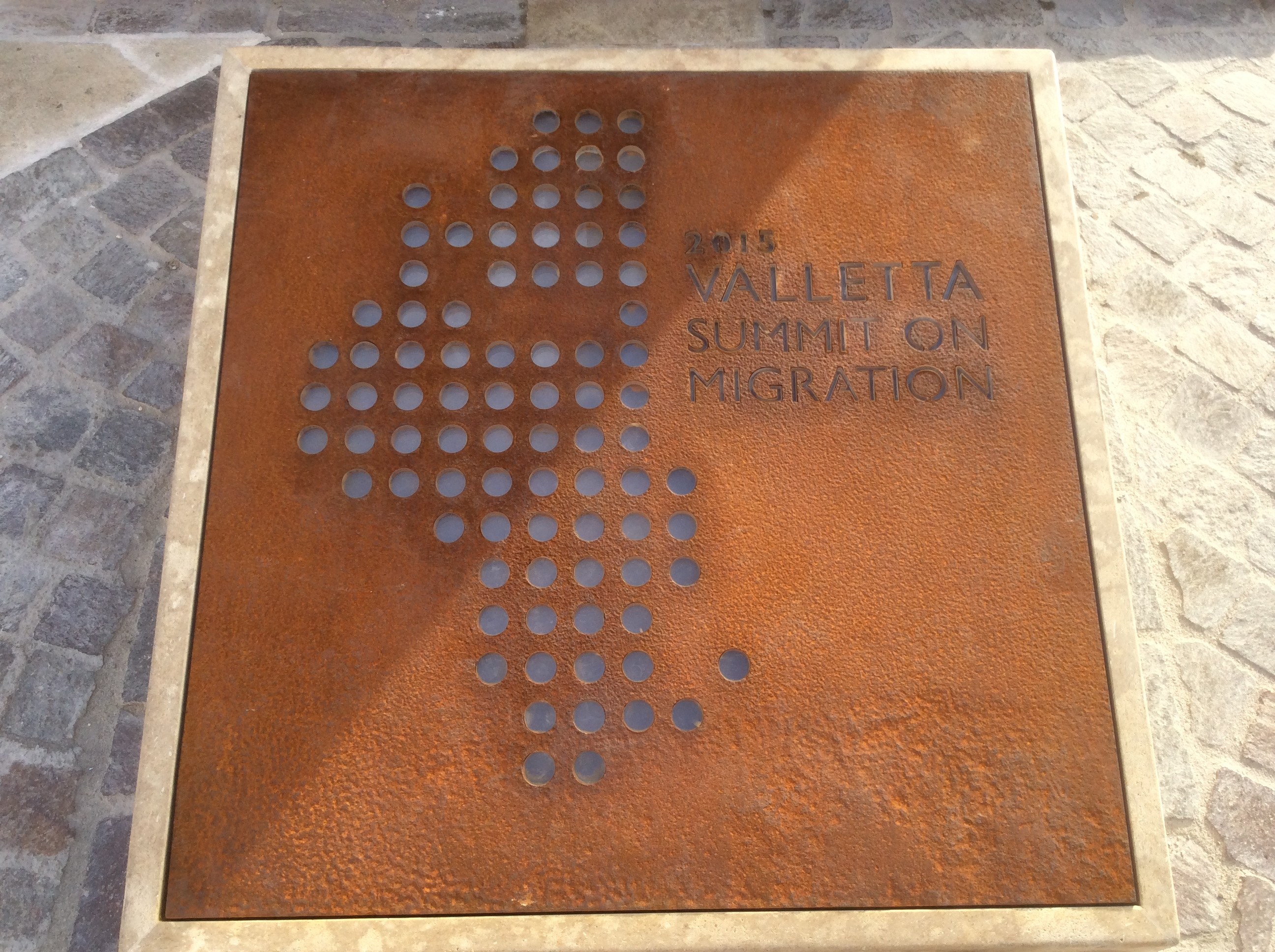
Tablica u stóp pomnika „The Knot” upamiętniająca spotkanie na szczycie na temat migracji w 2015

Kryzys migracyjny w Europie rozpoczął się, gdy duża liczba migrantów i uchodźców z różnych krajów przybyła do Unii Europejskiej i złożyła wniosek o azyl. Termin „kryzys” jest szeroko stosowany od kwietnia 2015, kiedy wiele łodzi przewożących migrantów zatonęło w Morzu Śródziemnym, w wyniku czego zginęło około 1200 osób. W następstwie zatonięcia 19 kwietnia statku z migrantami, Rada Europejska zorganizowała spotkanie w celu omówienia sytuacji migrantów na Morzu Śródziemnym. Wśród decyzji podjętych podczas tego spotkania przywódcy UE zgodzili się zintensyfikować dialog z Unią Afrykańską i innymi krajami zaangażowanymi w kryzys migracyjny poprzez zorganizowanie szczytu w Valletcie na Malcie.
W szczycie mieli wziąć udział przywódcy krajów pochodzenia, tranzytu lub przeznaczenia migrantów. Na szczyt zostali zaproszeni szefowie państw i rządów państw członkowskich UE, komisja Unii Afrykańskiej, komisja ECOWAS oraz państwa będące stronami procesów Chartumie i Rabacie, jak również sekretarz generalny Organizacji Narodów Zjednoczonych i przedstawiciele Międzynarodowej Organizacji ds. Migracji.

## Szczyt

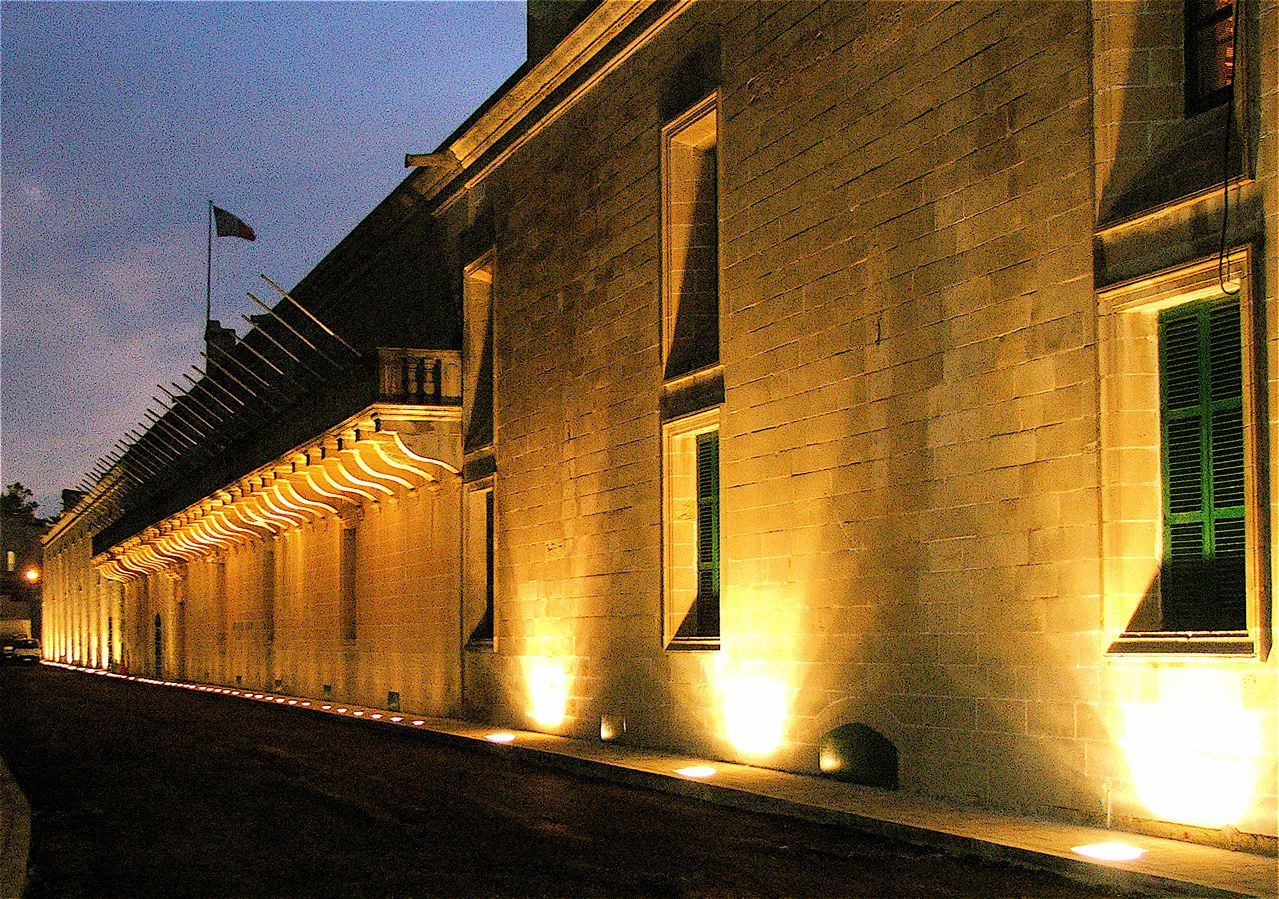
Szczyt odbył się w Mediterranean Conference Centre w Valletcie na Malcie.

Szczyt w Valletcie rozpoczął się ceremonią otwarcia przed Auberge de Castille, urzędem premiera Malty. Z tej okazji odsłonięto pomnik. Po ceremonii przywódcy przenieśli się do Mediterranean Conference Centre.
Sam szczyt rozpoczął się o godzinie 18:30 przemówieniem premiera Malty Josepha Muscata. Pierwszego dnia przywódcy omówili sytuację, w której kraje afrykańskie pomogłyby w ograniczeniu migracji przez Morze Śródziemne, a UE w zamian zapewniłaby Afrykanom lepszy dostęp do Europy. Według Muscata, spotkanie było „mniej konfrontacyjne niż oczekiwano”.
12 listopada przywódcy europejscy i afrykańscy podpisali porozumienie o utworzeniu nadzwyczajnego funduszu powierniczego, który ma wspierać rozwój krajów afrykańskich, a także zachęcać te kraje do przyjmowania z powrotem migrantów, którzy przybyli do Europy. Fundusz obiecał pomoc w wysokości 1,8 miliarda euro, oraz inną pomoc rozwojową w wysokości 20 miliardów euro rocznie. Przywódcy zobowiązali się również do podjęcia działań na rzecz poprawy sytuacji na półwyspie Somalijskim, Sahelu, wokół jeziora Czad i w innych częściach Afryki, aby ograniczyć napływ uchodźców do Europy. Obiecali również promować regularne kanały migracji i wdrażać politykę integracji migrantów ze społeczeństwem.
Szczyt zakończył się deklaracją końcową i planem działania. Przewodniczący Rady Europejskiej Donald Tusk powiedział, że kryzys migracyjny był „wyścigiem z czasem” o ratowanie układu z Schengen.

## Następstwa
Nieformalny szczyt przywódców UE odbył się tuż po zakończeniu spotkania w Valletcie. Najważniejsze omówione kwestie to zagrożenie dla strefy Schengen, zabezpieczenie granicy zewnętrznej Europy oraz stosunki z Turcją.
W lipcu 2016 minister spraw wewnętrznych i bezpieczeństwa narodowego Carmelo Abela ogłosił, że rząd maltański planuje kolejne spotkanie po szczycie w Valletcie.

## Uczestnicy
Liderzy, którzy wzięli udział w szczycie w Valletcie, wymienieni są w poniższej tabeli. Sudan był reprezentowany przez swojego ministra spraw zagranicznych, ponieważ prezydent Umar al-Baszir nie mógł podróżować na Maltę z powodu międzynarodowego nakazu aresztowania. Polskę reprezentowała tylko podsekretarz stanu, a to z powodu zbieżności terminu z pierwszym posiedzeniem nowego parlamentu kraju.
| Państwo                       | Reprezentowane przez          | Funkcja                                                            |
| ----------------------------- | ----------------------------- | ------------------------------------------------------------------ |
| Albania                       | Edi Rama                      | Premier                                                            |
| Algieria                      | Abd al-Malik Sallal           | Premier                                                            |
| Austria                       | Werner Faymann                | Kanclerz                                                           |
| Belgia                        | Charles Michel                | Premier                                                            |
| Benin                         | Thomas Yayi Boni              | Prezydent                                                          |
| Bośnia i Hercegowina-         | Dragan Covic                  | Przewodniczący Prezydium Bośni i Hercegowiny                       |
| Botswana                      | Seretse Ian Khama             | Prezydent                                                          |
| Bułgaria                      | Rosen Plewneliew              | Prezydent                                                          |
| Burkina Faso                  | Michel Kafando                | Prezydent                                                          |
| Burundi                       | Pierre Nkurunziza             | Prezydent                                                          |
| Republika Zielonego Przylądka | Jorge Carlos Fonseca          | prezydent                                                          |
| Republika Środkowoafrykańska  | Daniel Emery Dede             | Ambasador w Unii Europejskiej                                      |
| Czad                          | Idriss Déby                   | Prezydent                                                          |
| Kongo                         | Jean-Claude Gakosso           | Minister Spraw Zagranicznych                                       |
| Wybrzeże Kości Słoniowej      | Alassane Ouattara             | Prezydent                                                          |
| Chorwacja                     | Vesna Pusić                   | Wicepremier                                                        |
| Cypr                          | Socrates Chasikos             | Minister Spraw Wewnętrznych                                        |
| Czechy                        | Milos Zeman                   | Prezydent                                                          |
| Dania                         | Lars Løkke Rasmussen          | Premier                                                            |
| Dżibuti                       | Hassan Omar Mohamed Bourhano  | Minister Spraw Wewnętrznych                                        |
| Egipt                         | Samih Szukri                  | Minister Spraw Zagranicznych                                       |
| Gwinea Równikowa              | Teodoro Obiang Nguema Mbasogo | Prezydent                                                          |
| Erytrea                       | Osman Saleh Mohammed          | Minister Spraw Zagranicznych                                       |
| Estonia                       | Taavi Rõivas                  | Premier                                                            |
| Etiopia                       | Hajle Marjam Desalegne        | Premier                                                            |
| Finlandia                     | Sauli Niinistö                | Prezydent                                                          |
| Francja                       | François Hollande             | Prezydent                                                          |
| Gabon                         | Ali Bongo Ondimba             | Prezydent                                                          |
| Gambia                        | Abdoulie Jose                 | Minister Handlu                                                    |
| Niemcy                        | Angela Merkel                 | Kanclerz                                                           |
| Ghana                         | John Dramani Mahama           | Prezydent                                                          |
| Grecja                        | Aleksis Tsipras               | Premier                                                            |
| Gwinea                        | Alpha Condé                   | Prezydent                                                          |
| Gwinea Bissau                 | Suzi Carla Barbosa            | Minister Współpracy                                                |
| Węgry                         | Viktor Orbán                  | Premier                                                            |
| Islandia                      | Sigmundur Davíð Gunnlaugsson  | Premier                                                            |
| Irlandia                      | Frances Fitzgerald            | Minister Sprawiedliwości i Równości                                |
| Włochy                        | Matteo Renzi                  | Premier                                                            |
| Kenia                         | Joseph Ole Nkaissery          | Sekretarz Generalny                                                |
| Łotwa                         | Edgars Rinkēvičs              | Minister Spraw Zagranicznych                                       |
| Liberia                       | Joseph Boakai                 | Wiceprezydent                                                      |
| Libia                         | Abdourhman A. M. Alahirish    | Wicepremier                                                        |
| Litwa                         | Dalia Grybauskaitė            | Prezydent                                                          |
| Luksemburg                    | Xavier Bettel                 | Premier                                                            |
| Mali                          | Ibrahim Boubacar Keïta        | Prezydent                                                          |
| Malta                         | Joseph Muscat                 | Premier                                                            |
| Mauretania                    | Abdalla Ahmedou               | Minister Spraw Zewnętrznych i Współpracy                           |
| Monako                        | Albert II                     | Książę                                                             |
| Czarnogóra                    | Filip Vujanović               | Prezydent                                                          |
| Maroko                        | Salaheddine Mezouar           | Minister Spraw Zagranicznych                                       |
| Holandia                      | Mark Rutte                    | Premier                                                            |
| Niger                         | Mahamadou Issoufou            | Prezydent                                                          |
| Nigeria                       | Abubakar Gusau Magaji         | Minister Obrony                                                    |
| Norwegia                      | Erna Solberg                  | Premier                                                            |
| Polska                        | Katarzyna Kacperczyk          | Podsekretarz Stanu                                                 |
| Portugalia                    | Pedro Passos Coelho           | Premier                                                            |
| Rumunia                       | Klaus Iohannis                | Prezydent                                                          |
| Rwanda                        | Paul Kagame                   | Prezydent                                                          |
| Senegal                       | Macky Sall                    | Prezydent                                                          |
| Sierra Leone                  | Samura Kamara                 | Minister Spraw Zagranicznych                                       |
| Słowacja                      | Andrej Kiska                  | Prezydent                                                          |
| Słowenia                      | Miro Cerar                    | Premier                                                            |
| Somalia                       | Omar Abdirashid Ali Sharmarke | Premier                                                            |
| Sudan Południowy              | Salva Kiir Mayardit           | Prezydent                                                          |
| Hiszpania                     | Mariano Rajoy                 | Premier                                                            |
| Sudan                         | Ibrahim Ghandour              | Minister Spraw Zagranicznych                                       |
| Szwecja                       | Stefan Löfven                 | Premier                                                            |
| Szwajcaria                    | Simonetta Sommaruga           | Prezydent                                                          |
| Togo                          | Komlan Edo Robert Dussey      | Minister Spraw Zagranicznych, Współpracy i Integracji Afrykańskiej |
| Tunezja                       | Al-Habib as-Sid               | Premier                                                            |
| Turcja                        | Recep Tayyip Erdogan          | Prezydent                                                          |
| Wielka Brytania               | David Cameron                 | Premier                                                            |

| Organizacja                                                                     | Reprezentowana przez     | Funkcja                                                                |
| ------------------------------------------------------------------------------- | ------------------------ | ---------------------------------------------------------------------- |
| Rada Europejska                                                                 | Donald Tusk              | Przewodniczący                                                         |
| Komisja Europejska                                                              | Jean-Claude Juncker      | Przewodniczący                                                         |
| Parlament Europejski                                                            | Martin Schulz            | Przewodniczący                                                         |
| Komisja Unii Afrykańskiej                                                       | Nkosazana Dlamini-Zuma   | Przewodniczący                                                         |
| Wspólnota Gospodarcza Państw Afryki Zachodniej                                  | Kadré Désiré Ouedraogo   | Prezydent                                                              |
| Rada ds. Wymiaru Sprawiedliwości i Spraw Wewnętrznych UE                        | Jean Asselborn           | Przewodniczący                                                         |
| Europejska Służba Działań Zewnętrznych                                          | Federica Mogherini       | Wysoki Przedstawiciel                                                  |
| Komisja Europejska                                                              | Neven Mimica             | Komisarz ds. partnerstwa międzynarodowego                              |
| Rada Unii Europejskiej                                                          | Jeppe Tranholm-Mikkelsen | Sekretarz generalny                                                    |
| Europejski Urząd Wsparcia w dziedzinie Azylu                                    | José Carreira            | Dyrektor wykonawczy „ad interim”                                       |
| Sekretariat ONZ                                                                 | Jan Eliasson             | Zastępca sekretarza generalnego                                        |
| Sekretariat ONZ                                                                 | Peter Sutherland         | Specjalny przedstawiciel sekretarza generalnego ds. migracji i rozwoju |
| Program Narodów Zjednoczonych ds. Rozwoju                                       | Helen Clark              | Administrator                                                          |
| Wysoki komisarz Narodów Zjednoczonych do spraw uchodźców                        | António Guterres         | Wysoki komisarz                                                        |
| Unia na rzecz Regionu Morza Śródziemnego                                        | Fathallah Sijilmassi     | Sekretarz generalny                                                    |
| Europol                                                                         | Oldřich Martinů          | Zastępca dyrektora ds. zarządzania                                     |
| Frontex                                                                         | Hendrik Weijermans       | Dyrektor ds. kontaktów zewnętrznych                                    |
| Międzynarodowe Centrum Rozwoju Polityki Migracyjnej                             | Michael Spindelegger     | Dyrektor generalny                                                     |
| Międzyrządowa Władza ds. Rozwoju                                                | Fathia Alouan            |                                                                        |
| Interpol                                                                        | Jürgen Stock             | Sekretarz generalny                                                    |
| Międzynarodowa Federacja Sowarzyszeń Czerwonego Krzyża i Czerwonego Półksiężyca | Garry Conille            |                                                                        |
| Międzynarodowa Organizacja ds. Migracji                                         | William L. Swing         | Dyrektor generalny                                                     |
| Liga Państw Arabskich                                                           | Talal Shubailat          | Ambasador, przedstawiciel Ligi Państw Arabskich                        |
| Międzynarodowa Organizacja Frankofonii                                          | Michaëlle Jean           | Sekretarz generalny                                                    |
| Zakon Maltański                                                                 | Stefano Ronca            | Doradca dyplomatyczny wielkiego kanclerza                              |
| Norweska Rada ds. Uchodźców                                                     | Valerie Ceccherini       | Doradca ds. Rzecznictwa w UE                                           |
| MADE AFRICA                                                                     | Odile Faye               | Koordynator                                                            |

## Pomnik

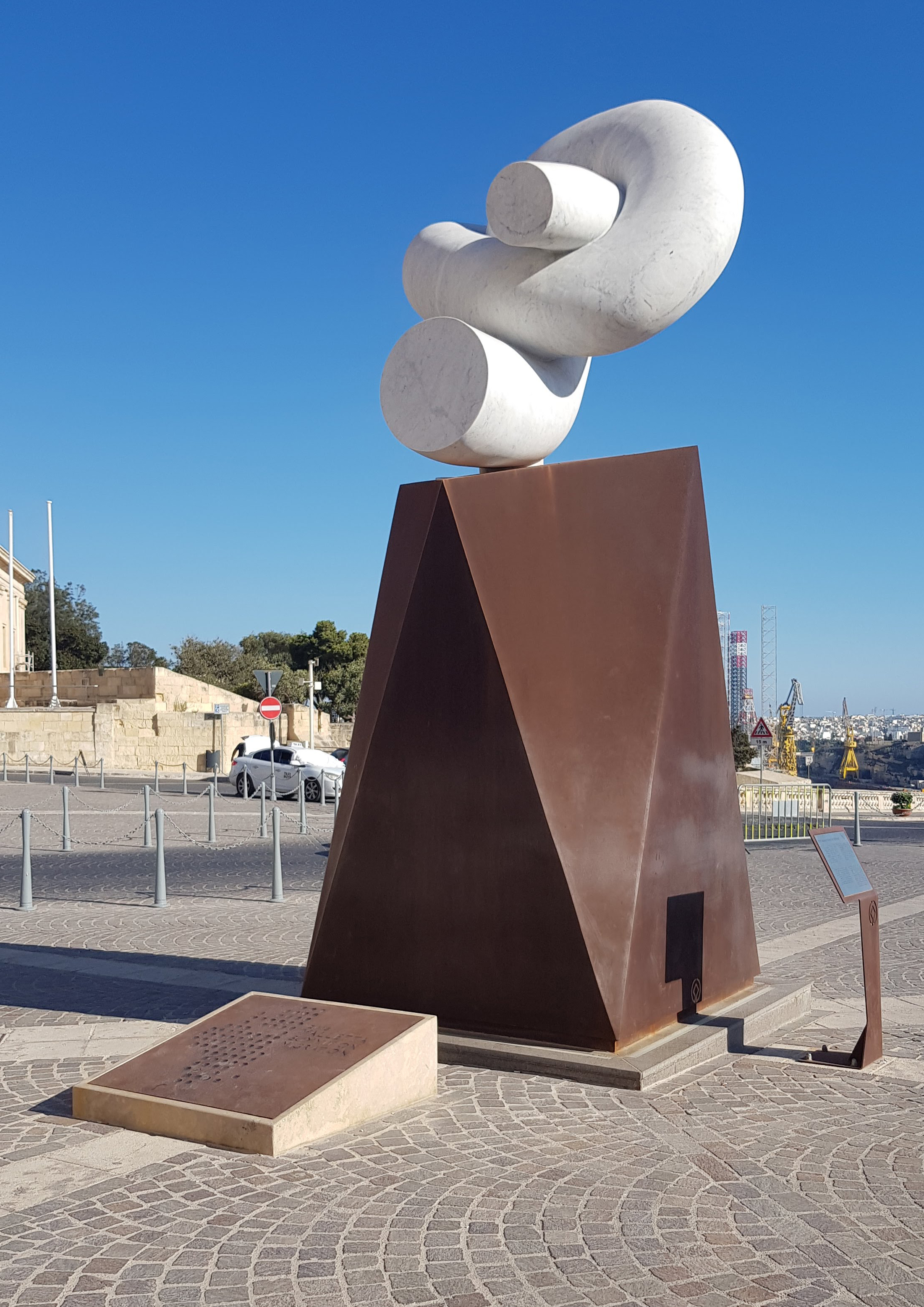
The Knot (Węzeł), pomnik na Castille Square w Valletcie

Pomnik upamiętniający szczyt został wzniesiony na niedawno odnowionym Castille Square w Valletcie. Pomnik jest zatytułowany The Knot (pol. Węzeł) i symbolizuje jedność Europy i Afryki, a także położenie geograficzne Malty między dwoma kontynentami. Projektantem pomnika jest Vince Briffa, zaś materiał, z którego został wyrzeźbiony to marmur karraryjski.